# 염정필
염정필(음력 1974년 ~)은 대한민국의 요리연구가다. 현재 아보키친 대표를 맡고 있다.

## 경력
2010.04 ~
차움 레트로아 책임매니져

2018.08 ~
아보키친 대표

2022.08 ~
경희사이버대 외식조리경영학과 서양조리실무 겸임교수

2022.06 ~ 2023.06
글래드호텔 코엑스점 '블랙바스테이크하우스' 총괄셰프

2020.08 ~ 2020.08
나트륨당류저감요리 경진대회 예선 심사위원

2017.07
강원도 인제군 기린면 방동리 방방마을 셰프이장
2017.03
전라남도 영암군 도포면 덕화리 명당마을 명예셰프이장

2015.03 ~ 2016.12
차의과학대학교 통합의학대학원 푸드테라피 강사
2015.03 ~ 2016.12
차의과학대학교 통합의학대학원 푸드테라피 강사

## 저서
아무거나 먹지마라(똑똑한 엄마의 위험한 식탁)경향BP2014.03.20.

## 방송
- 에드워드 권의 Yes Chef (2009) - Top6
- 에드워드 권의 Yes Chef 시즌 2 (2011)
- 구원의 밥상 (2015)
- 오!탐나는인생(2016) 보관됨 2021-08-09 - 웨이백 머신
- 현장다큐48 '천직)(2013)
- 법대법'재벌들의 건강식'(2015)
- [마스터 오브 마스터] '명품 요리사 염정필 @모닝와이드 (20150211)

## 미디어
‘짝’ 남자 7호 염정필 ‘예스셰프’ 출연 유명요리연구가 - 강원일보
식초·레몬, 체내 알칼리화에 도움… 녹황색 채소, 면역세포 키워 - 홈앤리.... 보관됨 2021-08-09 - 웨이백 머신
'여유만만' 셰프 염정필, 결혼 한 번도 안했냐는 질문에 "난 호적이 깨끗한....
'짝' 남자7호, 신상털기? '예스셰프' 훈남 출연자 - 스타뉴스
‘짝’ 남자 7호 경력, 알고 보니 실력파 셰프 - 천지일보 - 새 시대 희망언....
염정필 셰프 “상위 1% 고객, 추신수 박인비 있어” 으쓱(구원의밥상) - 손....

## 수상
- 2008년 LG 글로벌 홈 셰프 어워드 스마트셰프상